# Neureclipsis valida
Neureclipsis valida är en nattsländeart som först beskrevs av Walker 1852.  Neureclipsis valida ingår i släktet Neureclipsis och familjen fångstnätnattsländor. Inga underarter finns listade i Catalogue of Life.